# Марк Баке
Марк Баке (нід. Marc Baecke, 24 липня 1956, Сінт-Ніклас — 21 січня 2017, Беверен) — бельгійський футболіст, що грав на позиції захисника.
Виступав, зокрема, за «Беверен», з яким став дворазовим чемпіоном Бельгії, дворазовим володарем Кубка Бельгії та володарем Суперкубка Бельгії, а також національну збірну Бельгії, з якою став учасником чемпіонату світу та Європи.

## Клубна кар'єра
У дорослому футболі дебютував 1976 року виступами за команду «Беверен», в якій провів десять сезонів, взявши участь у понад 200 матчах чемпіонату. У 1978 році він домігся свого першого успіху в кар'єрі, коли виграв Кубок Бельгії. У сезоні 1978/79 він зробив свій внесок у виграш першого чемпіонату Бельгії в історії клубу. У 1980 році він грав за «Беверен» у програному фіналі національного кубка, а в 1983 році виграв його вдруге. У сезоні 1983/84 він виграв другий національний чемпіонат у своїй кар'єрі, а влітку і Суперкубок Бельгії. У 1985 році він знову зіграв у фіналі Кубка Бельгії.
Завершив ігрову кар'єру у команді «Кортрейк», за яку виступав протягом 1986—1988 років.

## Виступи за збірну
21 грудня 1977 року дебютував в офіційних матчах у складі національної збірної Бельгії в товариській грі проти Італії (0:1).
У складі збірної був учасником чемпіонату світу 1982 року в Іспанії. Там він був основним гравцем і провів 4 гри — з Аргентиною (1:0), Сальвадором (1:0), Угорщиною (1:1) і з Польщею (0:3). За два роки Баке поїхав з командою на чемпіонат Європи 1984 року у Франції, але там на поле не виходив.
Загалом протягом кар'єри у національній команді, яка тривала 8 років, провів у її формі 15 матчів.

## Титули і досягнення
- Чемпіон Бельгії (2):

«Беверен»: 1978/79, 1983/84
- Володар Кубка Бельгії (2):

«Беверен»: 1977/78, 1982/83
- Володар Суперкубка Бельгії (1):

«Беверен»: 1984

## Особисте життя
Після завершення ігрової кар'єри Баке зайнявся бізнесом, працюючи спочатку в компанії з продажу мазуту, а потім і в компанії зі збуту алюмінієвої продукції. Його дружина володіла кафе, управляти яким він допомагав їй протягом декількох років, але пізніше кафе було закрито.
Баке був завзятим курцем: незабаром у нього був діагностований облітеруючий тромбангіїт, який призвів до того, що в грудні 2013 року йому ампутували ліву ногу — через відкриту рану на ній в організм потрапила інфекція.
Його дружина померла на початку 2016 року, а сам Баке помер 21 січня 2017 року після тривалої хвороби.